# Desmotheca cymosa
Desmotheca cymosa là một loài Rêu trong họ Orthotrichaceae. Loài này được (Mitt.) Paris mô tả khoa học đầu tiên năm 1900.